# RP-1煤油
RP-1（又称火箭推进剂-1或精炼石油-1）是一种高度精炼的煤油，外观类似喷射燃料，主要用作火箭燃料。与液氢相比，RP-1的比冲较低，但成本更低，可在室温下稳定存放，且爆炸风险较小。 RP-1的密度远高于液态氢，能量密度因此较高（尽管比能较低）。此外，RP-1的毒性与致癌风险远低于另一种常见的室温液体燃料——肼。

## 历史与发展
在第二次世界大战期间及战后初期，酒精（主要是乙醇，有时是甲醇）被广泛应用于大型液体燃料火箭的推进。酒精的高汽化热能有效防止再生冷却引擎过热，尤其是酒精通常含有少量水分。然而，后来人们发现，碳氢化合物燃料能提升引擎效率，这是由于碳氢化合物的密度略高，且其燃料分子中不含氧原子，几乎也不含水分。无论哪种碳氢化合物燃料被选用，它都需要取代酒精作为冷却剂。
许多早期火箭采用煤油作为燃料，但随着燃烧时间延长、燃烧效率提高以及燃烧室压力增大，火箭引擎质量减轻，这导致引擎温度难以控制。原始煤油作为冷却剂时，容易发生解离和聚合作用，轻质产物会以气泡形式产生，造成空穴现象；重质产物则会以蜡质沉积物形式堵塞引擎内狭窄的冷却通道。冷却剂供应不足进一步提升温度，导致更多聚合反应，加速燃料分解。 这种现象会迅速恶化，最终引发引擎壁破裂或其他机械故障。即便冷却剂完全由煤油构成，这个问题依然存在。至1950年代中期，火箭设计师向化学家寻求解决方案，结果开发出耐热性更强的碳氢化合物燃料——RP-1。
1950年代，RP-1的氧化剂多采用液氧，尽管也有其他氧化剂的使用案例。

## 组成与制备
首先，硫和硫化合物在高温下会腐蚀金属，微量的硫也会促进聚合反应。因此，RP-1燃料中的硫及硫化合物含量被降至最低。
不饱和化合物如烯烃、炔烃和芳香族化合物也保持在低水准，因为它们在高温或长期储存时容易聚合。当时认为，煤油燃料的飞弹可能需要储存多年以待启动。虽然后来这功能被转移至固体燃料火箭，但饱和碳氢化合物的高温稳定性仍被保留。由于烯烃和芳香族化合物含量较低，RP-1的毒性比喷气燃料和柴油低得多，且远低于汽油。
更理想的异构物被选择或合成，线性烷烃的比例减少，取而代之的是环状和高度支链的烷烃。类似于这些分子能提升汽油的辛烷值，它们也能在高温下显著提升热稳定性。其中，多环烷烃如梯烷是最理想的异构物。
相比之下，煤油的主要用途如航空、取暖和照明对热分解的要求不高，因此不需要严格优化异构物。
生产过程中，这些燃料被精细处理以去除杂质和副产物。灰分可能堵塞燃料管路和引擎通道，并磨损依赖燃料润滑的阀门和涡轮泵轴承。稍重或稍轻的分馏物会影响润滑性能，并可能在储存或负载时分离。剩余的碳氢化合物质量接近或等于C12。由于缺少轻质碳氢化合物，RP-1的闪点较高，火灾危险性低于汽油。
虽然任何石油都能经过充分精炼生产RP-1，但现实中，火箭级煤油通常来自少数高品质的原油油田，或者可以人工合成。由于火箭燃料需求相对小，这推高了RP-1的价格。军用RP-1规范见于MIL-R-25576，RP-1的化学与物理性质则见于NISTIR 6646。
在俄罗斯及其他前苏联国家，T-1和RG-1是两种主要的火箭煤油配方。它们的密度略高，介于0.82至0.85 g/mL之间，相较之下，RP-1的密度为0.81 g/mL。苏联曾短暂地将煤油超低温冷却来提高密度，但这在一定程度上抵消了选用煤油而非其他超低温燃料的好处。对于联合系列和R-7飞弹来说，这种温度的影响较小，因为已有设施可以处理低温的液氧和液氮，这两者的温度都远低于煤油。发射器中央的煤油箱被液氧箱围绕，液氮箱位于底部附近。四个助推器的煤油箱相对较小，也位于液氧和液氮箱之间。因此，煤油一旦初步冷却，能在发射准备期间保持足够的低温。最新的猎鹰9号——猎鹰9号全推力版，也具备将RP-1燃料冷却至-7 °C的能力，从而提高2.5%至4%的密度。

### 应用案例

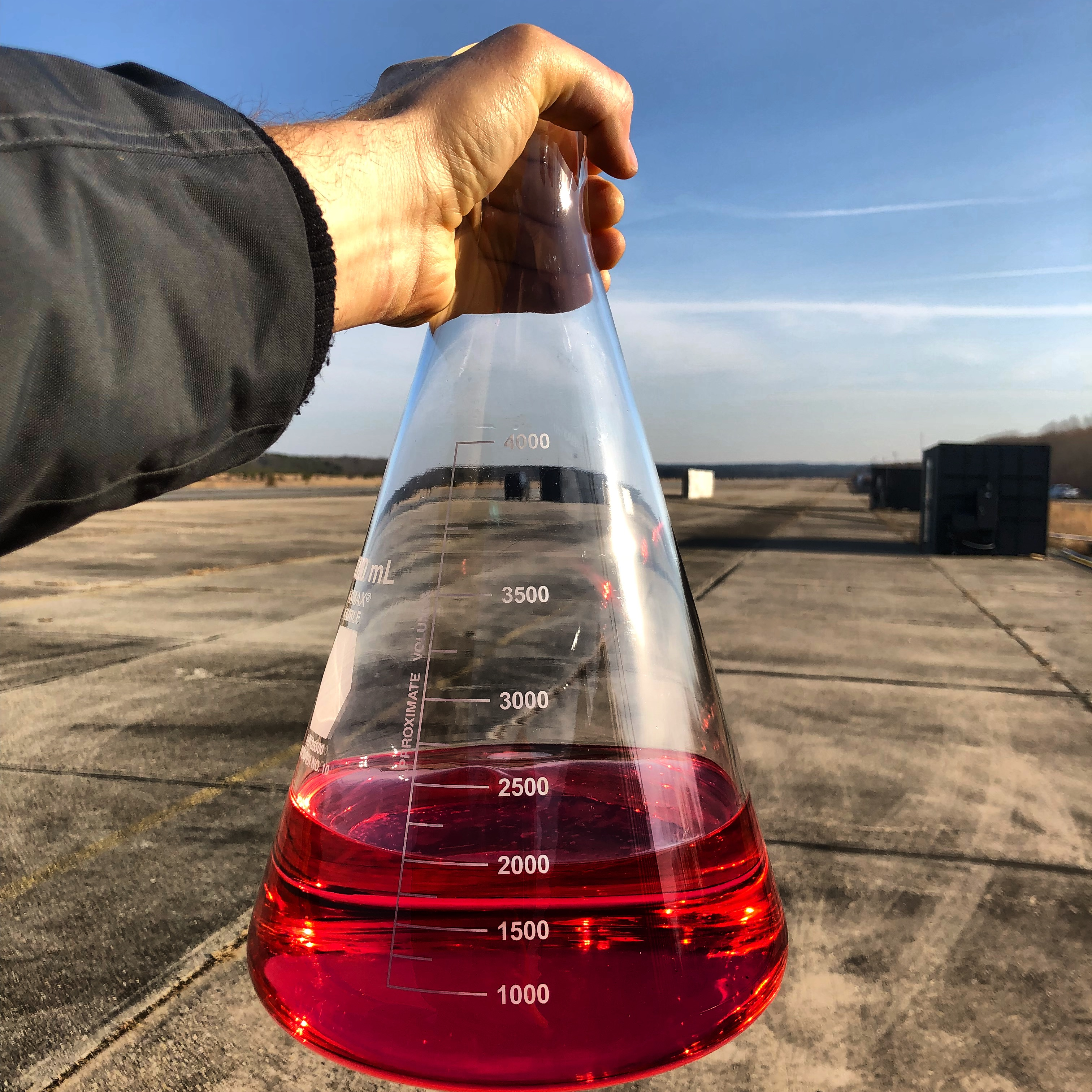
约两公升RP-1

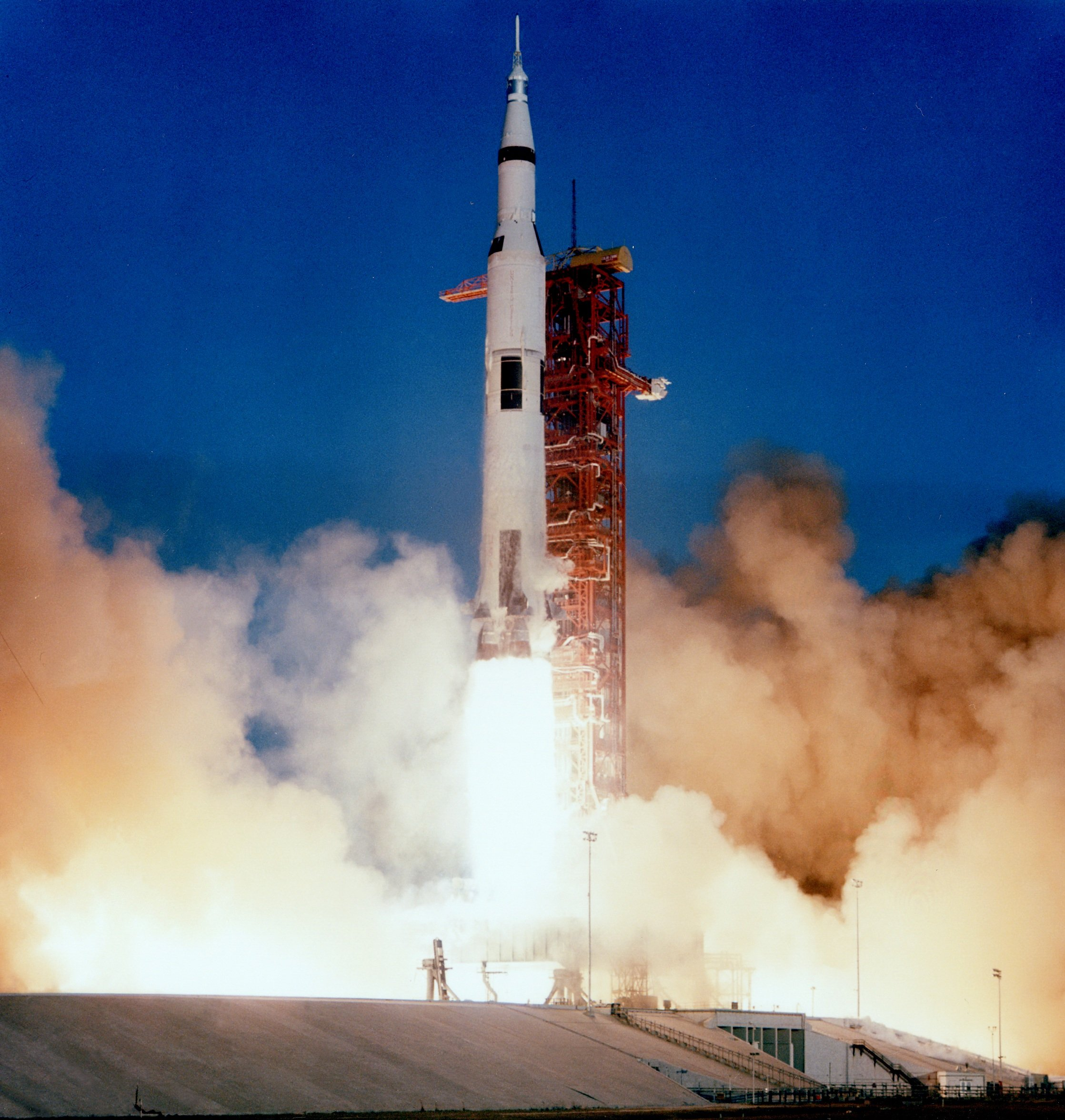
阿波罗8号任务，土星5号在火箭第一节中装有 810,700 公升 RP-1 和 1,311,100 公升液氧

RP-1被应用于电子号、联合系列、天顶系列、三角洲系列、擎天神系列、猎鹰9号、Antares和Tronador II等火箭的第一节助推器。它也曾为能量号、泰坦1号、土星1号、土星1B号及土星5号的第一节提供动力。 印度太空研究组织（ISRO）也在开发使用RP-1燃料的引擎，作为未来火箭的动力来源。

## 与其他燃料的比较
| 液氧/煤油          | 液氧/煤油   |
| ------------------ | ----------- |
| 海平面比冲         | 220–301.5 s |
| 真空中比冲         | 292–340 s   |
| 氧化剂与燃料的比率 | 2.56        |
| 密度（克/毫升）    | 0.81–1.02   |
| 热容量比           | 1.24        |
| 燃烧温度           | 3670 K      |

在化学层面上，碳氢化合物推进剂的效率不如氢燃料。原因在于氢燃烧时，每单位质量所释放的能量较高，能够产生更高的排气速度。这与碳原子的质量相对于氢原子较大有关。碳氢化合物引擎通常运行在富燃料状态，导致产生部分一氧化碳而非二氧化碳，这是燃烧不完全的结果。然而，氢燃料引擎也常处于富燃料状态以达到最佳性能。俄罗斯的一些引擎的涡轮泵预燃器运行在富氧状态，但其主燃烧室仍属富燃料运行。整体而言，煤油引擎的比冲约在270至360秒之间，而氢燃料引擎则可达到370至465秒。
当引擎关闭后，燃料流量迅速降至零，但引擎仍处于高温状态，剩余或滞留的燃料可能在热点或高温部件上聚合甚至碳化。即便没有明显热点，重质燃料也可能在引擎内部形成油性残留物，类似于汽油、柴油或喷气燃料箱内长期形成的积碳。火箭引擎的寿命通常以分钟甚至秒来计算，因此较大规模的积碳沉积物不易形成，但火箭引擎对任何沉积物都十分敏感。煤油推进系统因此需要更频繁的拆解和大修，这大幅增加了营运和维护成本。不论是一次性还是可重复使用的引擎，发射前都需进行多次地面点火测试，甚至冷流测试（未点燃推进剂），这些测试也可能残留杂质。
若燃烧室压力低于约1,000 psi（7 MPa），煤油会在喷管和燃烧室内壁形成黑烟沉积物，这层沉积物起到绝缘作用，可减少近一半的热量流入墙壁。然而，现代大多数碳氢化合物引擎运行压力远超此值，因此这种效应并不显著。
新型重碳氢化合物引擎已修改部分组件，并采用新循环技术来更好地管理剩余燃料和逐步冷却，尽管这无法完全解决石油残留问题。某些新型引擎则选择改用甲烷或丙烷等轻碳氢化合物以避开此问题，这些燃料挥发性强，残留物会自然蒸发。必要时，也可使用溶剂清洗。丙烷的短碳链难以分解，而甲烷只有一个碳原子，分解产物均为气体，较少出现聚合或沉积问题。
煤油的低蒸气压为地面操作提供一定安全性，但在飞行中，煤油燃料箱需额外增压系统来补充消耗的燃料体积，通常使用高压惰性气体（如氮气或氦气）独立储罐完成，这增加了重量和成本。低温或挥发性推进剂则不需独立增压系统，它们可利用引擎热量膨胀为低密度气体，回流燃料箱。部分挥发性推进剂甚至无需气体循环系统，因液体自然蒸发填充燃料箱。某些火箭则使用涡轮泵废气来增压燃料箱，减少独立气体系统的重量，惟需处理高温反应气体而非冷却惰性气体。
在供应层面，RP-1的供应量受限于发射载具行业相对于其他石油消费者规模过小。虽然RP-1材料成本仍低于多数火箭推进剂，但供应商数量有限。有些引擎尝试使用更常见的石油产品，如喷气燃料或柴油。例如，ABL Space Systems的E2引擎可使用RP-1或Jet-A。某些引擎采用辅助冷却技术，可承受这些次优配方。
碳氢化合物燃料燃烧排放较多的污染物，包括二氧化碳、一氧化碳及碳氢化合物，而氢燃料燃烧则主要生成水，仅释放少量未燃烧的氢气。无论使用何种燃料，若火箭排气温度超过1,600°C（2,900°F），大气中的氮气和氧气会结合生成氮氧化物，进一步加剧污染。

### 类似RP-1的燃料
- 罗伯特·哈钦斯·戈达德最初使用汽油作为火箭燃料。

- 在开发RP-1规范的过程中，Rocketdyne曾尝试使用二乙基环己烷。虽然其性能优于RP-1，但最终未被采用，因为当时这一配方尚未成熟，而擎天神系列和泰坦1号火箭的设计已经围绕RP-1进行，导致RP-1成为碳氢化合物火箭燃料的标准。[16]

- 苏联曾短暂使用合成燃料Syntin（俄文：синтин），这是一种能量更高的配方，用于上级火箭。 Syntin的化学式为1-甲基-1,2-双环丙基环丙烷（C
10H
16）。目前，俄罗斯也正尝试将联盟2号运载火箭的燃料从RP-1改为「naftil」[17]或「naphthyl」[18] [19]。

- RP-1标准之后，RP-2也随之开发，主要区别在于硫含量更低[20]。然而，由于大部分使用者已经接受RP-1，缺乏生产和储备RP-2这种更加稀有且昂贵配方的动力。

- OTRAG集团（英语：OTRAG）在火箭测试中使用了较为常见的燃料混合物。至少有一次试验中，火箭以柴油作为推进剂。然而，没有任何OTRAG火箭（英语：OTRAG (rocket)）成功接近达到轨道。